# Mannenbach-Salenstein
Mannenbach-Salenstein, bis um etwa 2010 Mannenbach, ist eine Ortschaft der politischen Gemeinde Salenstein im Bezirk Kreuzlingen des Kantons Thurgau in der Schweiz. Sie liegt am Südufer des Untersees gegenüber der Insel Reichenau.
Von 1816 bis 1978 bildete die Ortsgemeinde Mannenbach mit Fruthwilen und Salenstein die Munizipalgemeinde Salenstein. 1979 vereinigten sich die drei Ortsgemeinden zur Einheitsgemeinde Salenstein.

## Geschichte

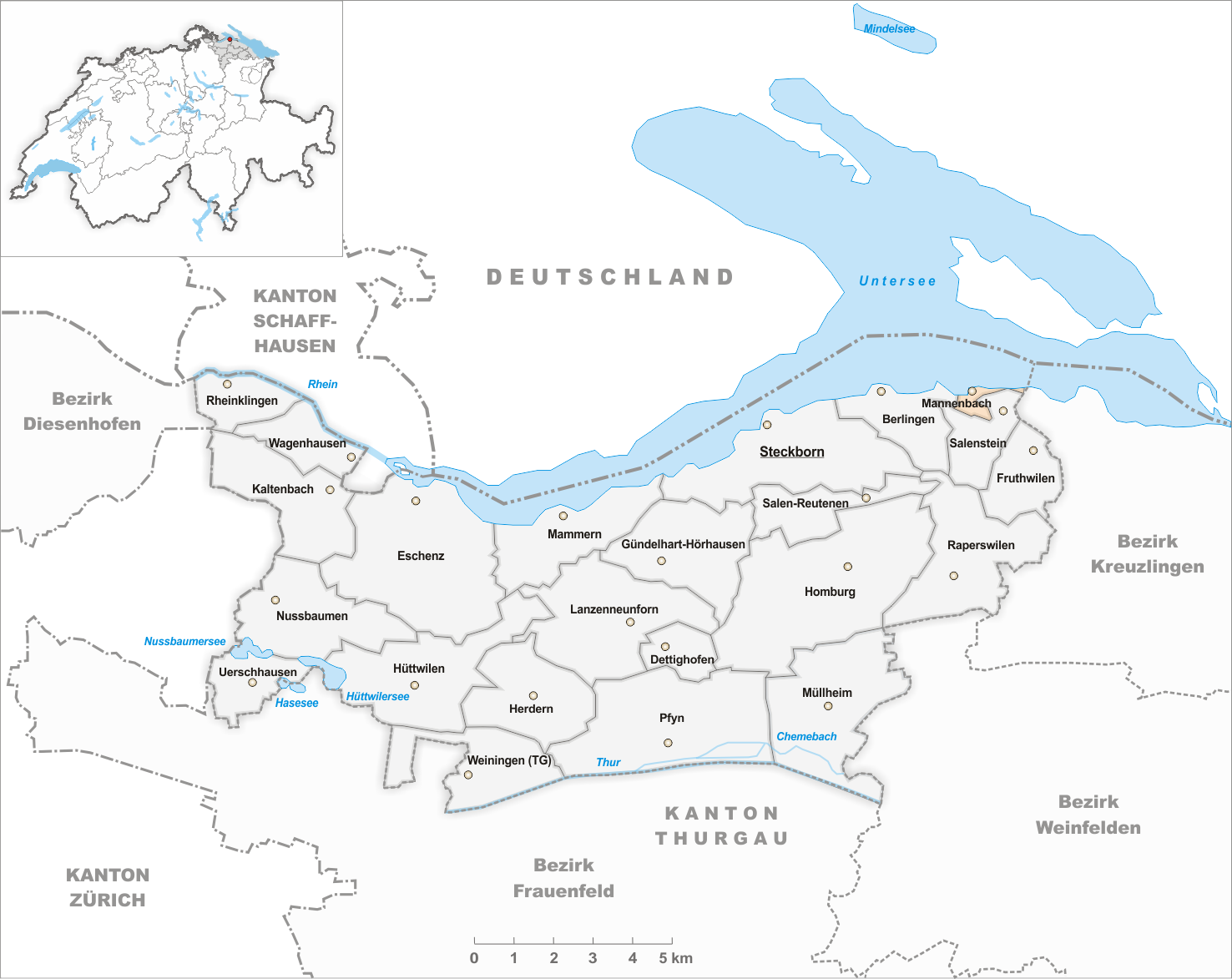
Gemeindestand vor der Fusion im Jahr 1979

Mannenbach im Juli 1948

Die älteste Erwähnung Mannenbachs in einer Originalurkunde stammt aus dem Jahre 1221. Die Villule Manninbach gehörte zum Kloster Reichenau. Im Mittelalter war das Kloster Reichenau Grund- und Gerichtsherr sowie Kollator.
Nach finanziellen Schwierigkeiten des Klosters im 15. Jahrhundert wurde Mannenbach mehrmals verpfändet. Die Einwohner bemühten sich selbst um die Einlösung des Pfandes und kamen damit am 4. Juni 1414 zu einem Freiheitsbrief, in dem ihnen der Abt das Recht gewährte, den Ammann selbst zu bestimmen. Im Schwabenkrieg wurde das Dorf zusammen mit den Dörfern Triboltingen und Ermatingen am 11. April 1499 von schwäbischen Truppen geplündert und in Brand gesetzt.
1502 erhielt Mannenbach eine Offnung. Nach der Inkorporation der Abtei ins Hochstift Konstanz 1540 unterstand das Niedergericht Mannenbach mit Mannenbach und Salenstein bis 1798 dem Bischof von Konstanz, der es von der Obervogtei Reichenau verwaltete.
Nach den Umwälzungen von 1798 bildete Mannenbach eine eigene Munizipalität.
Das ab 1529 mehrheitlich reformierte Mannenbach gehörte stets zur Pfarrei bzw. Kirchgemeinde Ermatingen. Die Kapelle St. Aloysius (Weihe angeblich 1155) mit spätmittelalterlichen Wandmalereien war mit einer Pfründe und einer Kaplanei verbunden; 1559 erfolgte die Inkorporation ins Kloster Reichenau. 1835/36 errichtete der französische General Marquis de Crenay anstelle des alten Kaplaneigebäudes das klassizistische Schloss Louisenberg.
1350 wird eine Mühle erwähnt. Der Rebbau verlor ab dem 19. Jahrhundert an Bedeutung. Bis nach der Mitte des 20. Jahrhunderts bildeten Viehzucht, Obstbau und Fischerei die wirtschaftliche Grundlage der Bevölkerung. Das Dorf wurde 1874 an die Eisenbahnstrecke Etzwilen–Konstanz angeschlossen. Ende des 20. Jahrhunderts entstanden aufgrund der Seelage neue Wohnbauten.

## Wappen
Blasonierung: In Silber ein roter, wachsender Bär mit schwarzer Bewehrung und schwarzem Halsband.
Im Mittelalter belegt. Damals besassen die Fährleute von Mannenbach das Fährrecht zur Reichenau. Die Chronik von Johannes Stumpf zeigt den Mannenbacher Bären, der auf ein Familienwappen zurückgeht.

## Bevölkerung
| Jahr         | 1850  | 1900  | 1930  | 1950  | 1970  | 2000  | 2010  | 2018  |
| Ortsgemeinde | 186   | 148   | 216   | 202   | 224   |       |       |       |
| Ortschaft    |       |       |       |       |       | 212   | 248   | 271   |
| Quelle       | [ 6 ] | [ 6 ] | [ 6 ] | [ 6 ] | [ 6 ] | [ 3 ] | [ 4 ] | [ 2 ] |

Von den insgesamt 271 Einwohnern der Ortschaft Mannenbach-Salenstein im Jahr 2018 waren 71 bzw. 26,2 % ausländische Staatsbürger. 110 (40,6 %) waren evangelisch-reformiert und 68 (25,1 %) römisch-katholisch.

## Sehenswürdigkeiten
Das Dorf Mannenbach-Salenstein ist im Inventar der schützenswerten Ortsbilder der Schweiz aufgelistet.
Die Wallfahrtskapelle St. Aloysius und das Schloss Louisenberg befinden sich in der Liste der Kulturgüter in Salenstein.
Das Schloss, welches anstelle des alten Kaplaneigebäudes erbaut wurde, steht unmittelbar neben der Kapelle St. Aloysius.

### Wallfahrtskapelle St. Aloysius

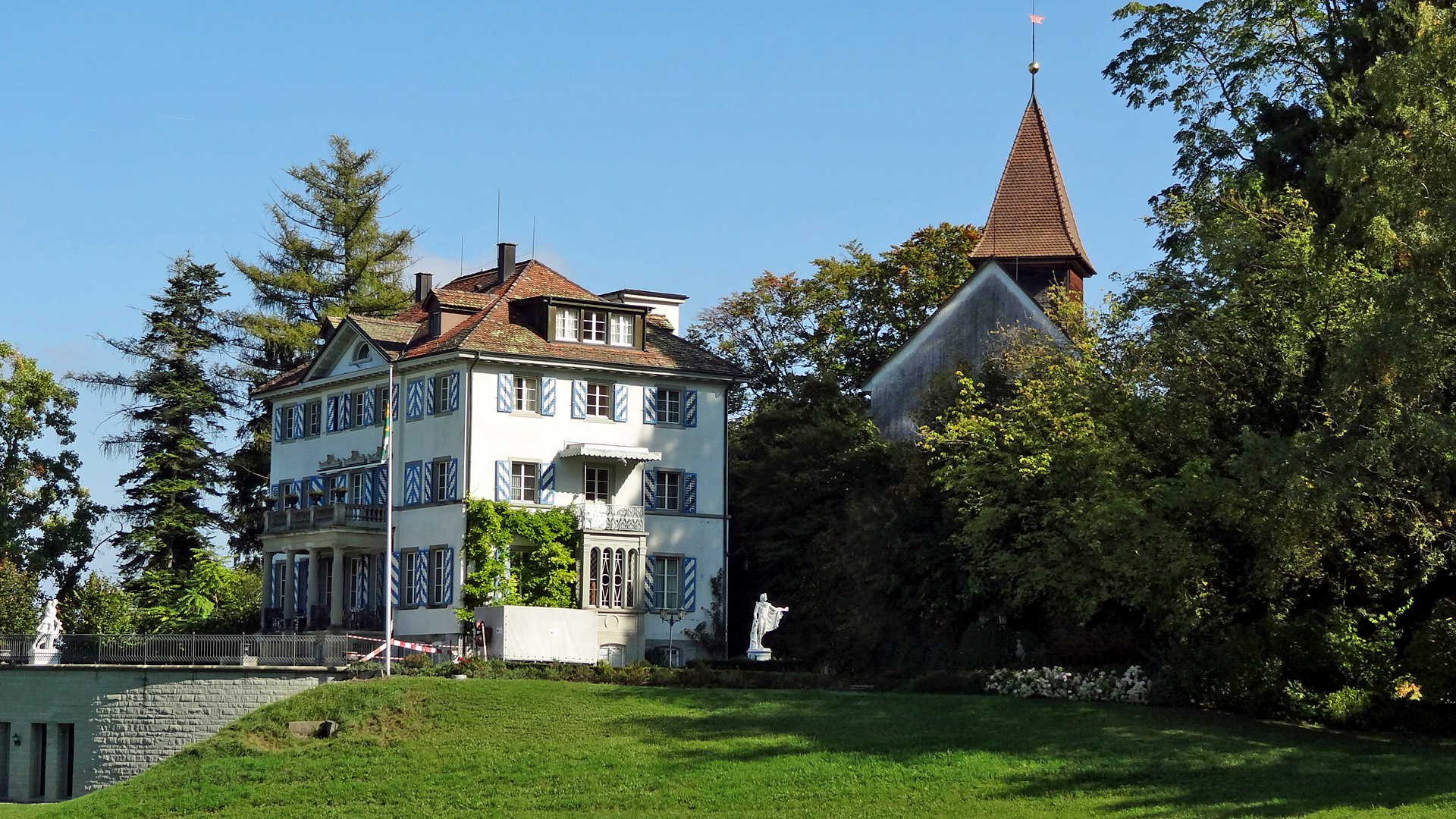
Schloss Louisenberg und Wallfahrtskapelle St. Aloysius

Die Kapelle liegt am südwestlichen Ausgang von Mannenbach-Salenstein auf einem kleinen Hügel. Sie ist auf den See ausgerichtet, der früher die Verkehrsfläche war. Die Kapelle wurde 1155 zu Ehren der heiligen Dreifaltigkeit sowie der Heiligen Niklaus, Dionysius und Georg geweiht. Nach der Sage geht die Gründung der Kapelle auf einen Ritter von Salenstein zurück, der sie aus Dankbarkeit über die überstandenen Gefahren einer Kreuzfahrt gestiftet habe. Als wichtigste Reliquie wurde ein Splitter des heiligen Kreuzes aufbewahrt.
Die romanische Kapelle wurde in den 80er-Jahren des 15. Jahrhunderts gegen Norden und Osten erweitert und mit Gemäldezyklen versehen. Bis 1540 war das Kloster Reichenau Kollator der Kapelle. Die hochmittelalterliche Kapelle verlor durch die Reformation ihre Bedeutung und wurde mit ihren Altären verwüstet. 1692 wurde die Kapelle und die damit verbundene Wallfahrt neu belebt und der heilige Aloysius verehrt. 1694/95 wurde die spätgotische Kapelle restauriert und eine neue Decke eingezogen. Das letzte Mal restauriert wurde die Kapelle in den Jahren 1993 bis 1995.

## Verkehr und Tourismus
Die Schweizerische Nationalbahn eröffnete am 17. Juli 1875 den Betrieb auf der Bahnstrecke Etzwilen–Konstanz/Kreuzlingen Hafen. Damit war Mannenbach ans Schienennetz angeschlossen. In der Fachliteratur wird vermutet, dass das Bahnhofsgebäude Mannenbach-Salenstein als Muster für den Einheitsbahnhof in Württemberg gedient hat.
Im Sommer ist Mannenbach per Kursschiff der Linie Schaffhausen–Kreuzlingen der Schweizerischen Schifffahrtsgesellschaft Untersee und Rhein erreichbar. Eine besondere Attraktion stellt die Solarfähre dar, die in den Sommermonaten Mannenbach mit der gegenüberliegenden Insel Reichenau verbindet.

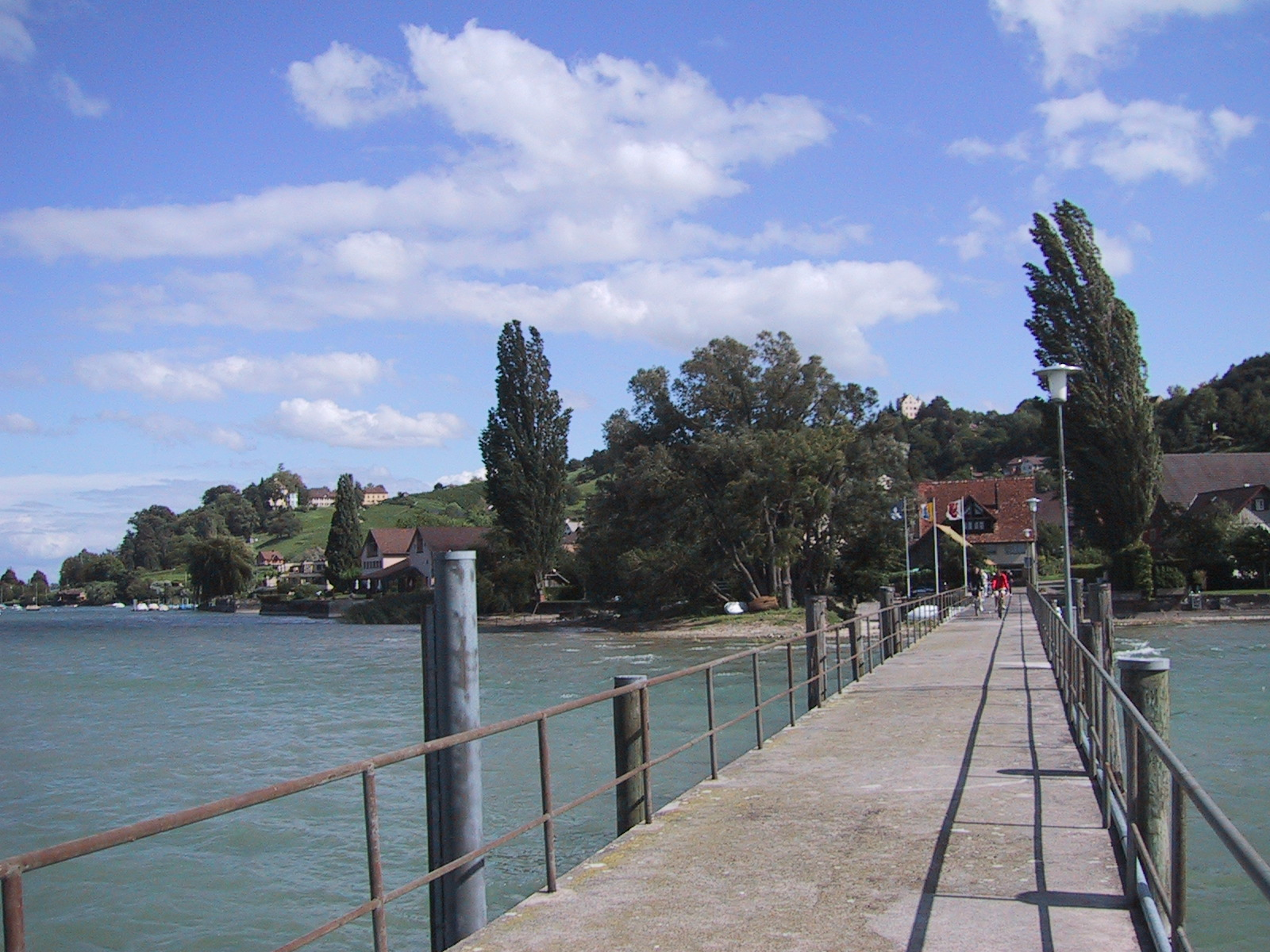
Mannenbach-Salenstein vom Schiffsteg aus fotografiert – im Hintergrund das Schloss Arenenberg
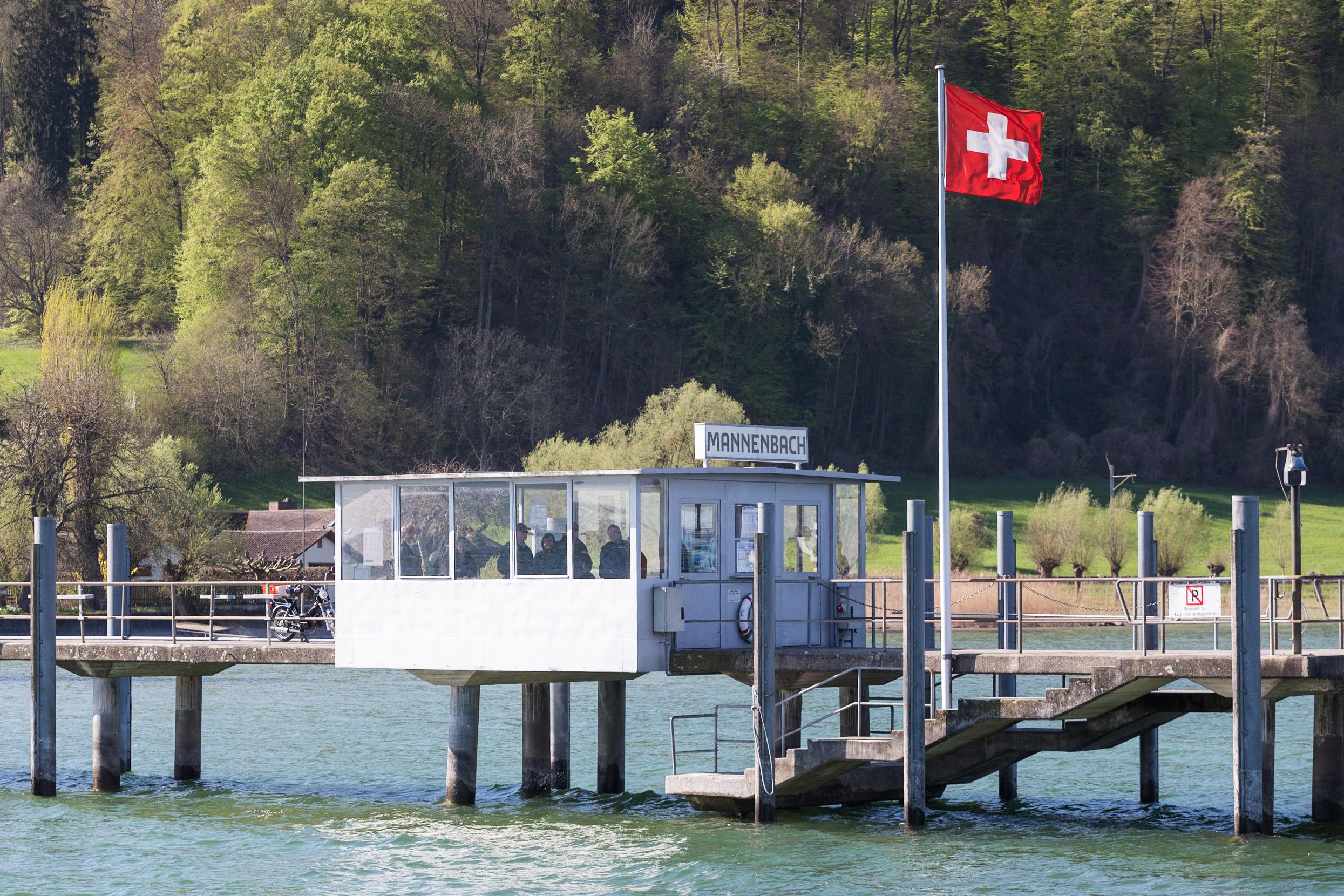
Schifflände Mannenbach (See)
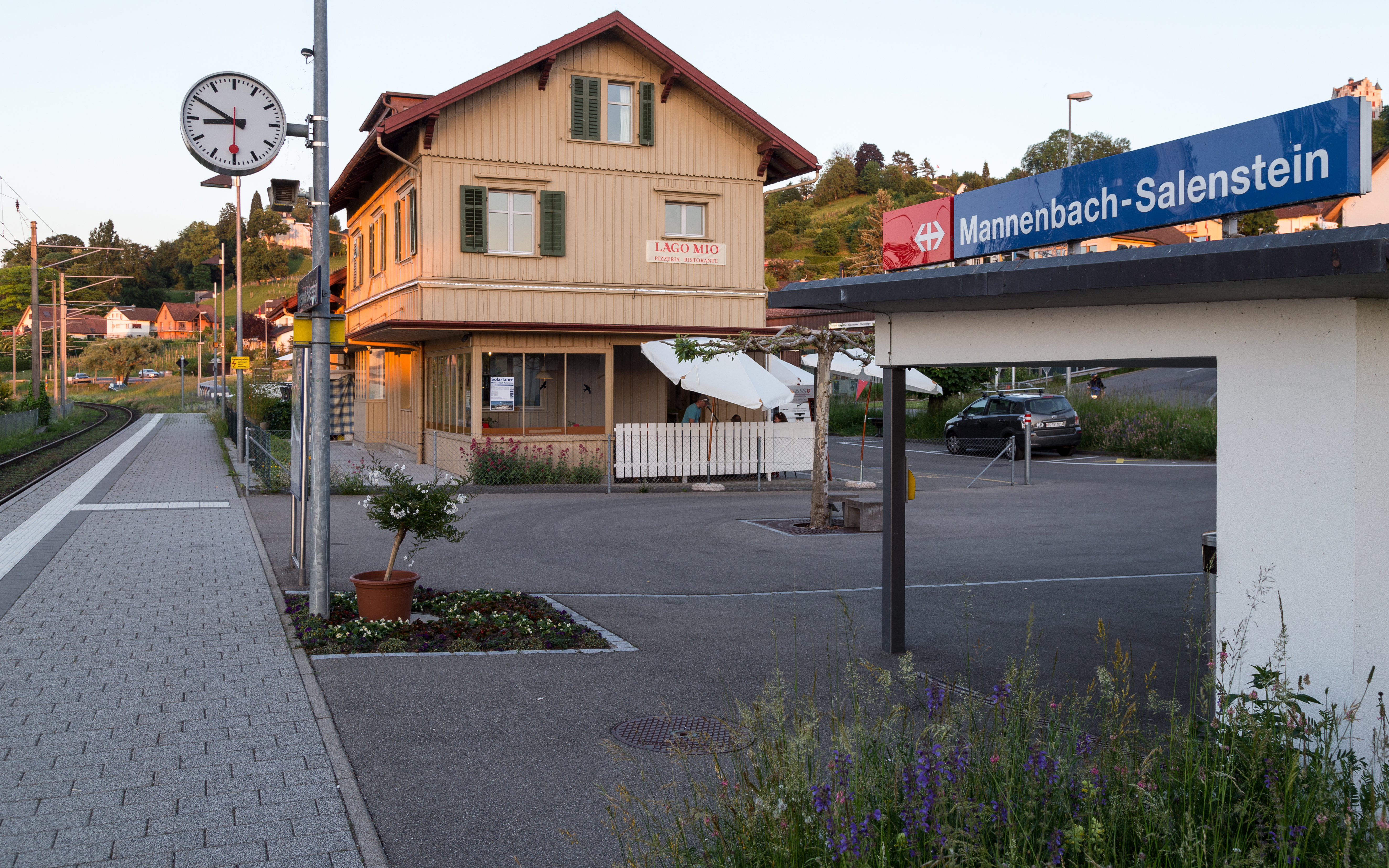
Neuer und alter Bahnhof
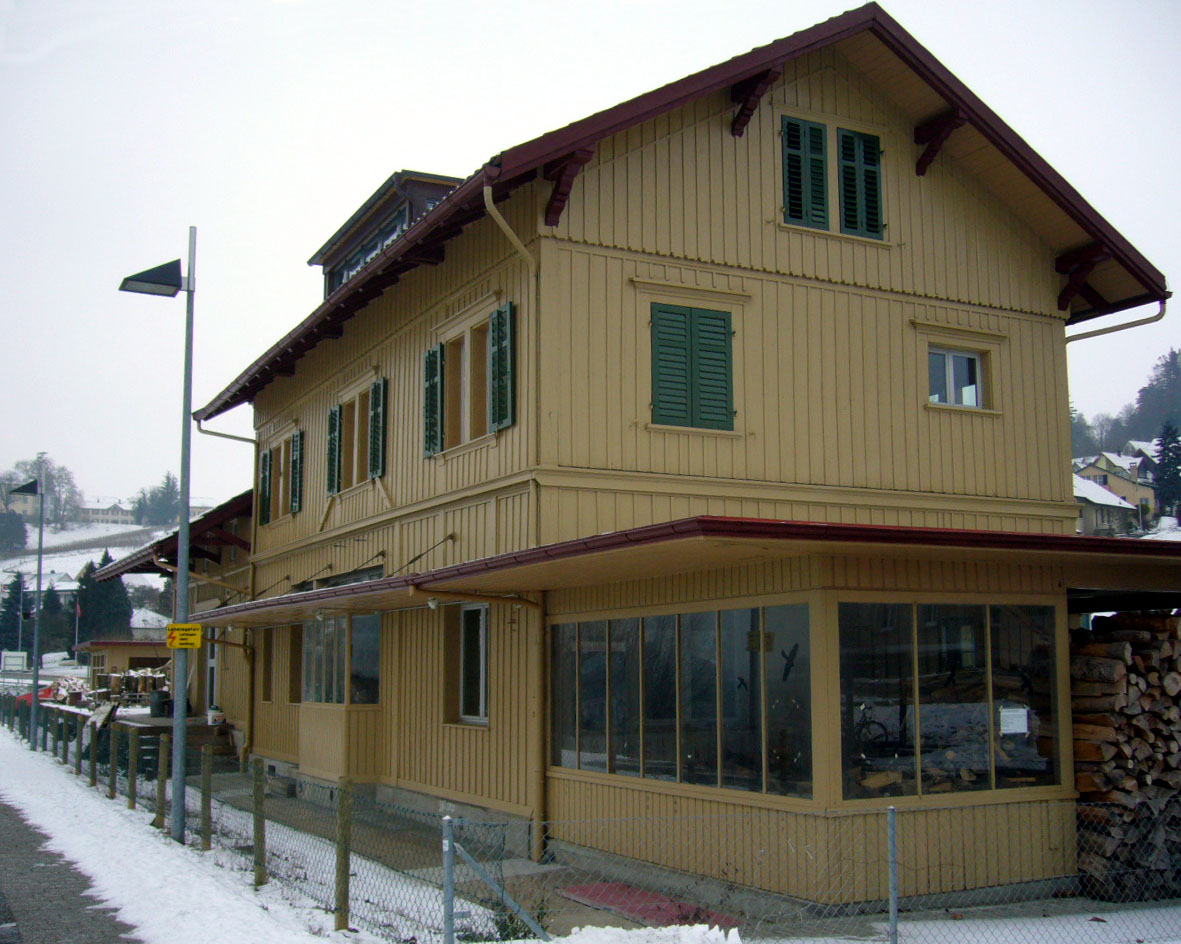
Altes Bahnhofsgebäude aus dem Jahr 1875

## Persönlichkeiten
- Ferdinand Hardekopf (1876–1954), deutscher Schriftsteller, lebte um 1912 in Mannenbach und Salenstein
- Susie Wolff (* 1982), schottische Autorennfahrerin (DTM), lebte ab 2008 in Mannenbach-Salenstein (jetzt in Ermatingen)

## Bilder

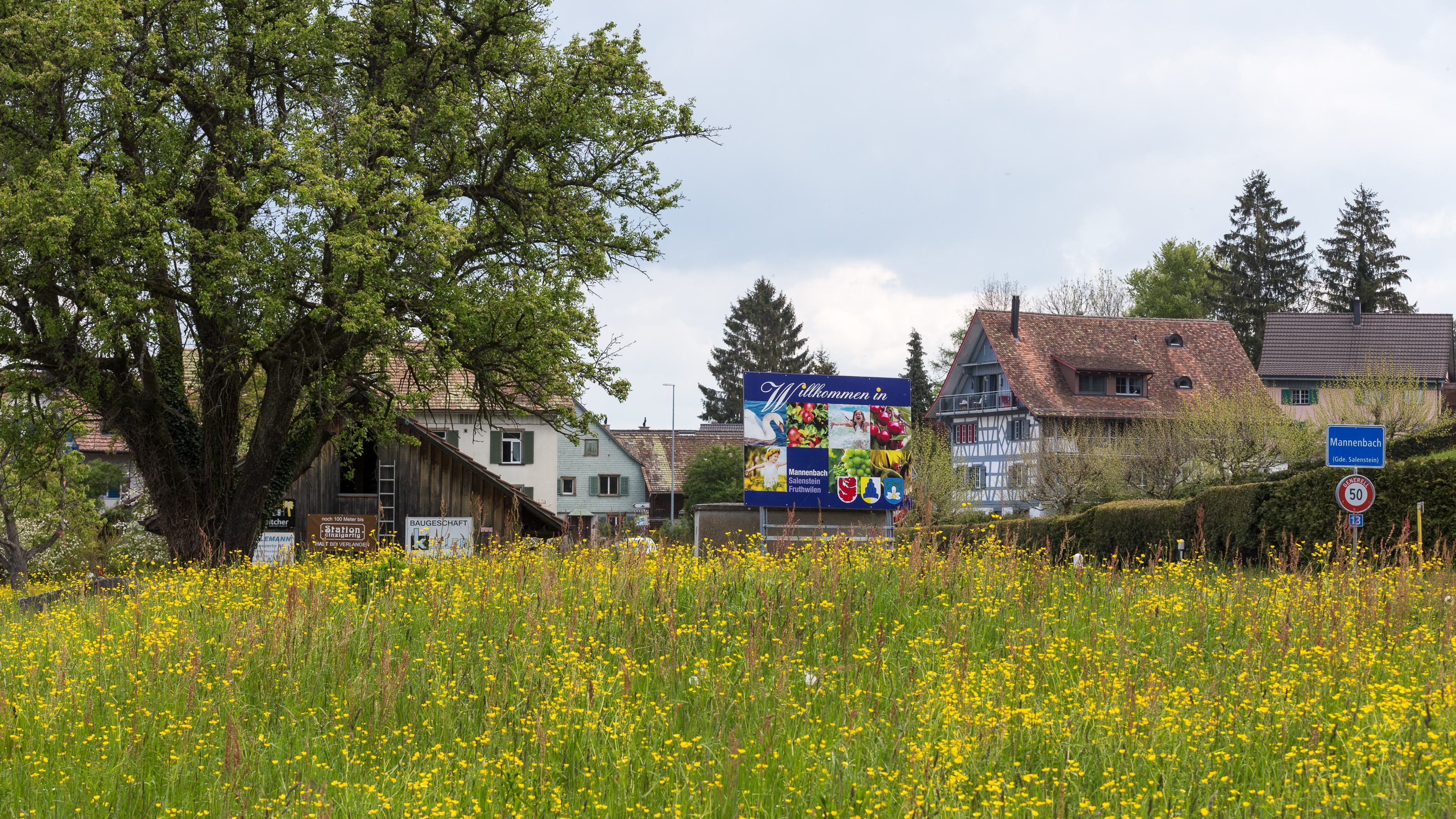
Ortseingang von Mannenbach-Salenstein
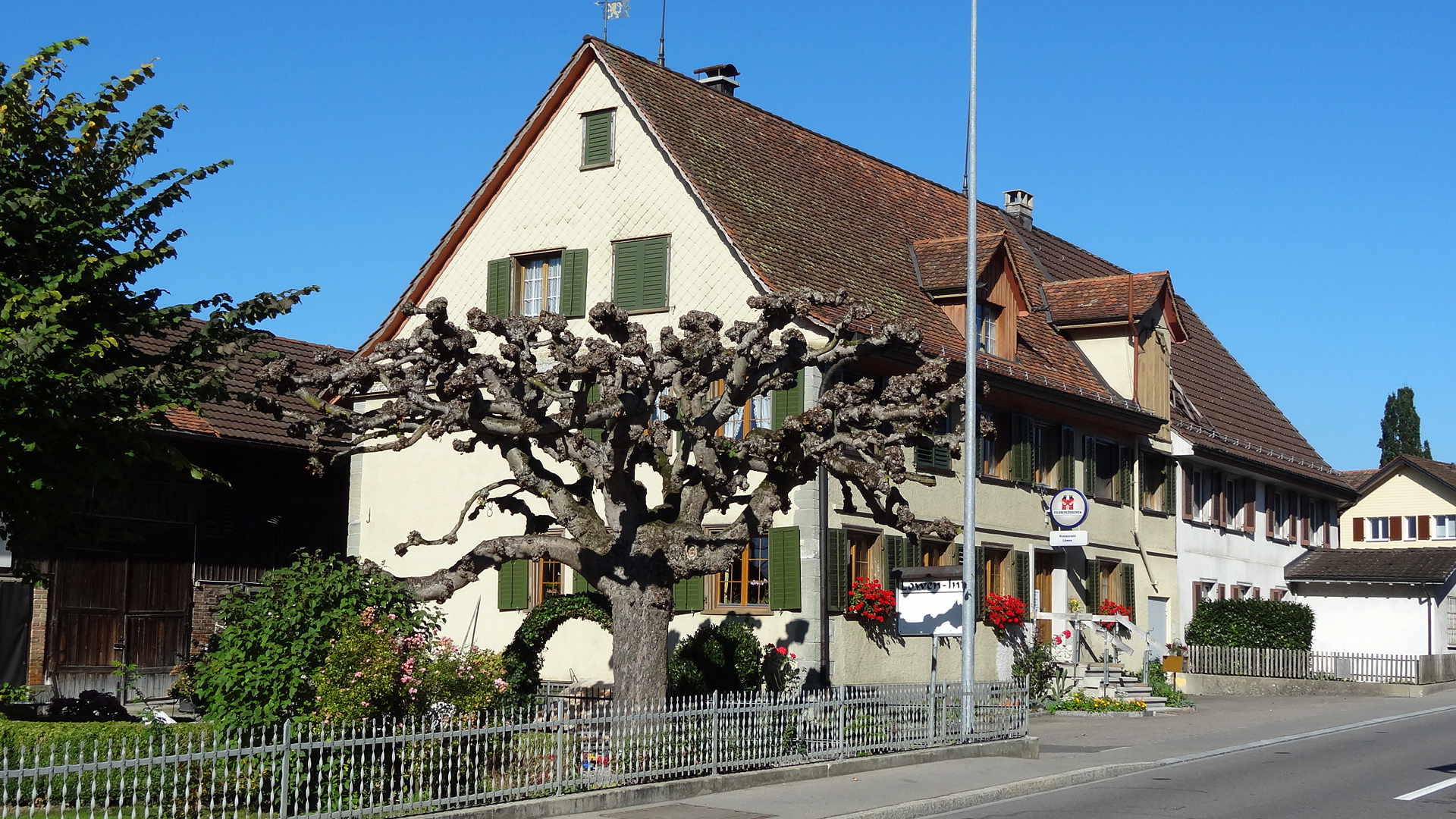
Restaurant «Löwen»
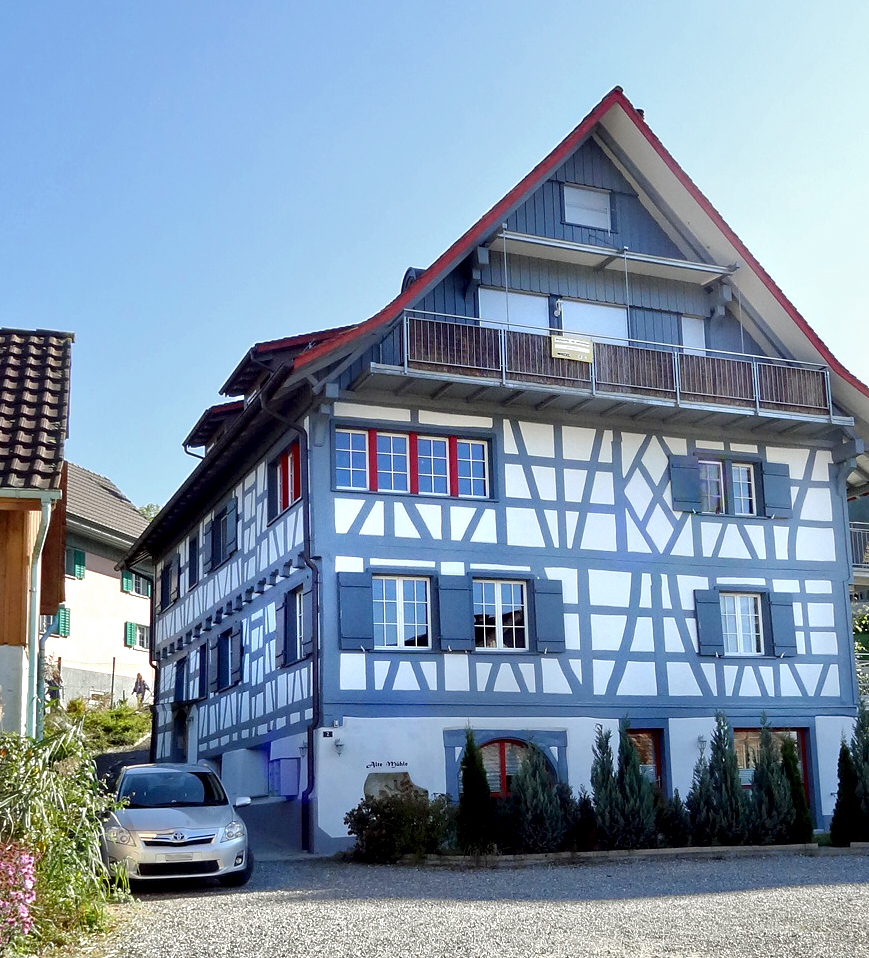
«Alte Mühle»
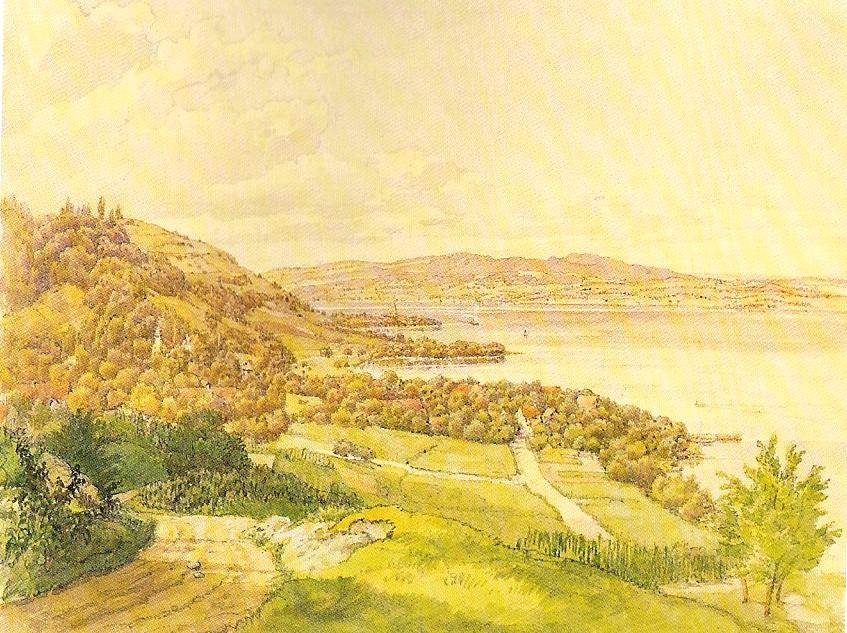
Mannenbach vom Schloss Arenenberg aus Aquarell von Lorenzo Quaglio d. J., um 1856
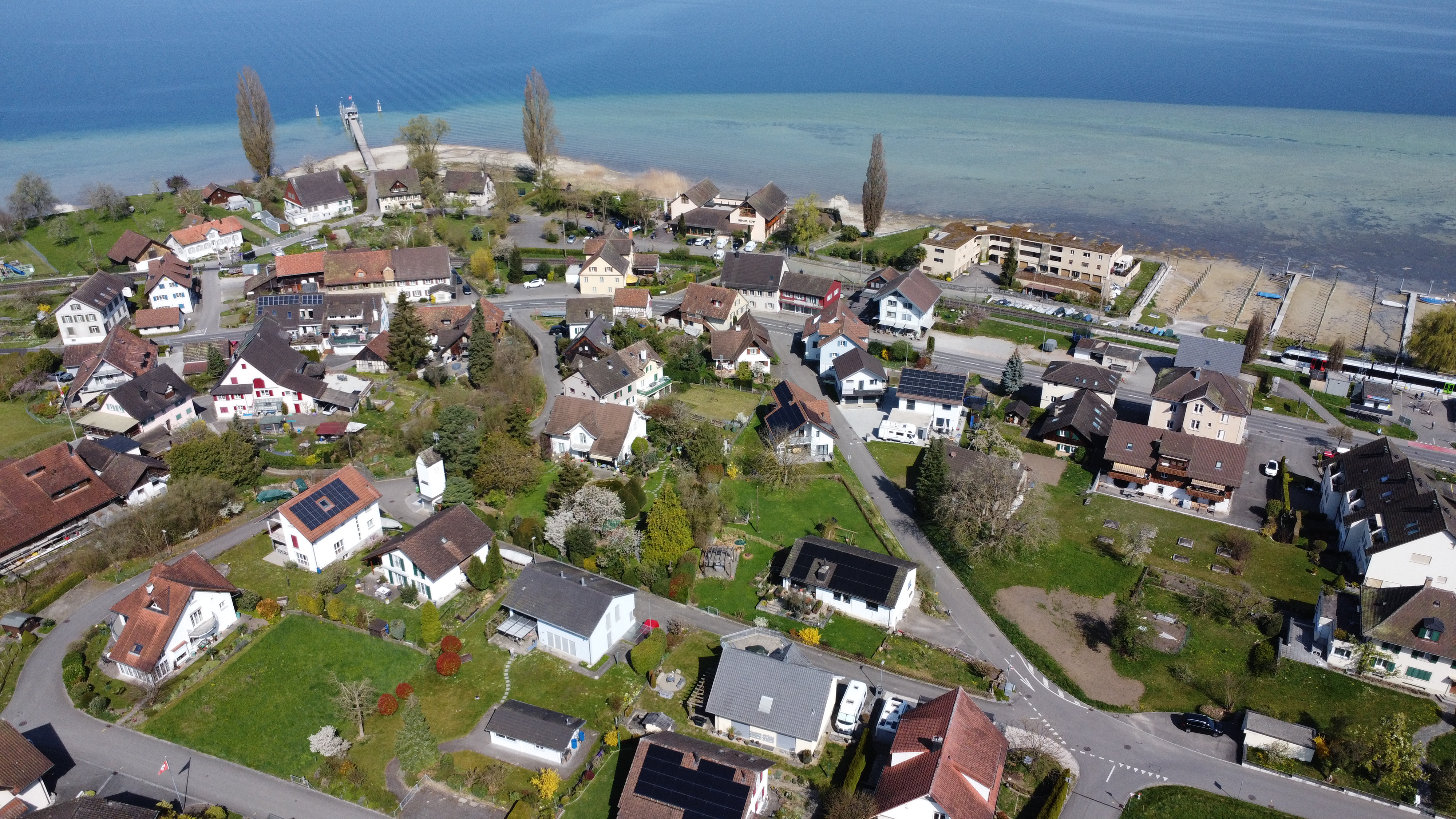
Das Dorf bei Niedrigwasser im April 2025